# NGC 7027
Bei NGC 7027 handelt es sich um ein Überbleibsel eines sonnenähnlichen Sterns, der einen planetarischen Nebel gebildet hat. Der etwa 3.600 Lichtjahre entfernte Nebel, welcher sich im Sternbild Schwan befindet, besitzt eine scheinbare Helligkeit von 8,5 mag und hat einen scheinbaren Durchmesser von etwa 0,3 × 0,2 Bogenminuten. Der wahre Durchmesser von NGC 7027 beträgt damit nur etwa 14.000 AE (0,2 Lichtjahre), womit er zu den kleinsten und jüngsten bekannten planetarischen Nebeln zählt. Sein Alter wird auf rund 600 Jahre geschätzt.
NGC 7027 wurde im Jahr 1878 von dem französischen Astronomen Édouard Jean-Marie Stephan entdeckt. Lange Zeit galt auch Thomas William Webb als Entdecker. Er fand jedoch den Nebel 1879 ein Jahr nach Stephan.